# 山部佳苗
山部 佳苗（やまべ かなえ、1990年9月22日 - ）は、北海道札幌市東区出身の日本の女子柔道選手。階級は78kg超級。段位は五段。身長172cm。体重100kg。組み手は右組み。血液型はB型。得意技は払腰。

## 人物
現在はミキハウスに所属している。趣味はスノーボード、スキー、音ゲーの｢ピアノタイル2｣をプレイすること。ももいろクローバーZのファンで、コンサートにも出向いたりしており。なお、2017年8月に発売されたシングル「BLAST!」のミュージックビデオでは柔道の選手役で出演している。
山梨学院大学・ミキハウスの同期にロンドンオリンピック競泳メダリストの鈴木聡美がいて、競技は違えどお互いの試合を応援しに行く仲でもある。

## 経歴
6歳の時に刑務官の父親の影響で、兄に続いて厚別区体育館柔道クラブで柔道を始めた。なお、この当時は柔道以外にピアノと水泳にも取り組んでいた。
札幌市立東栄中学3年の時に全国中学校柔道大会の70kg級で2位となった。旭川大高2年の時にはインターハイ78kg超級で3位となった。3年の時にはインターハイの3回戦で敗れたことがショックで柔道をやめようと思ったが、村瀬秀行監督に説得されて思いとどまった。その後の全日本ジュニアでは、その年の世界ジュニアで優勝することになる東海大学2年の田知本愛を内股すかしで破るなどオール一本勝ちして優勝を果たした。
2009年に山梨学院大学へ進学すると、西田孝宏や山部伸敏の指導を受けることになった、1年の時には全日本ジュニアで2連覇を果たすと、世界ジュニアでは3位になった。
2年の時には全日本学生柔道優勝大会決勝の大将戦で東海大学4年の田知本を破り、山梨学院大学を初優勝に導いた。講道館杯でも初優勝を果たした。12月のグランドスラム・東京は3位だった。
3年の時には全日本選手権の準決勝でコマツの杉本美香に上四方固で敗れるが3位となった。全日本学生柔道優勝大会では山梨学院大学の2連覇に貢献した。学生体重別では優勝を果たした。11月の講道館杯では田知本に払腰で敗れて2連覇はならなかった。
4年の時には全日本選手権の準々決勝で世界ランキング1位である綜合警備保障の田知本を2-1の判定で下すと、準決勝では渋谷教育学園渋谷高校1年の朝比奈沙羅に払腰で一本勝ち、決勝では杉本を体落の技ありと指導2を取って破って今大会初優勝を飾った。選抜体重別では準決勝で田知本を3-0の判定で破るが、決勝では杉本に背負投で有効を取られて敗れた。
2013年にはミキハウスの所属となり、2005年の世界選手権無差別チャンピオンで、全日本女子代表コーチでもある薪谷翠の指導を受けることになった。全日本選手権では準決勝で了徳寺学園の緒方亜香里に大内刈で敗れて3位に終わり2連覇はならなかった。12月のグランドスラム・東京では準決勝で世界チャンピオンであるキューバのイダリス・オルティスを破ったものの、決勝で田知本に指導3で敗れた。
2014年2月のグランドスラム・パリでは優勝を飾った。翌週のヨーロッパオープン・ローマでも、決勝で豪快な払腰を決めて優勝を果たした。4月の選抜体重別では田知本を指導3で破って初優勝を飾った。続く全日本選手権では、準決勝でコマツの岡村智美を内股すかし、決勝では田知本を内股すかしからの払腰で破るなど、オール一本勝ちで2年ぶり2度目の優勝を果たして、初の世界選手権代表に選出された。7月のグランドスラム・チュメニではオール一本勝ちで優勝を飾った。8月の世界選手権では準々決勝でフランスのエミリー・アンデオルに有効で敗れると、敗者復活戦でも敗れて7位に終わった。世界団体では3位だった。
2015年2月のグランプリ・デュッセルドルフでは優勝を飾った。4月の体重別では準決勝で三井住友海上の稲森奈見の前に指導3で敗れて3位に終わった。続く全日本選手権では準決勝までオール一本勝ちするものの、決勝では昨年破った田知本に0－3の判定で敗れて2連覇はならなかった。しかし、最近の国際大会での活躍が評価されて、田知本とともに世界選手権代表に選出された。5月のワールドマスターズでは決勝で中国の于頌に指導3で敗れて2位だった。8月の世界選手権では準々決勝で于頌に敗れるも、その後敗者復活戦を勝ち上がって3位になった。世界団体では初戦から全勝してチームの優勝に貢献した。10月の国体成年女子の部には和歌山県チームの一員として出場して引き分けを含めて全勝するもチームは3位にとどまった。12月のグランドスラム・東京では準々決勝で稲森に横四方固で敗れるなどして7位に終わった。
2016年2月のグランドスラム・パリでは初戦で地元フランスのマリーヌ・エルと対戦して大内刈で敗れた。山部は「毎回、ここで変な試合をしてしまったら、もう代表に選ばれなくなってしまうかもしれないと結果を怖がっていました。試合が来るのが怖かったですし、練習で畳に上がるのも怖い時期がありました。そういう気持ちが結果に出てしまいました」と、この時期の精神状態について後に振り返った。4月の選抜体重別では決勝で東海大学2年の朝比奈沙羅を指導2で破って優勝して、オリンピック代表への望みを繋いだ。続く全日本選手権では決勝で田知本と対戦すると、残り50秒のところで左膝を負傷した田知本に対して山部は、「相手がどうなろうと手段を選んではいられない」と田知本の左膝を容赦なく攻め続けて崩れたところを隅落の技ありから横四方固で抑え込んで合技による一本勝ちを収めた。この結果、2016年リオデジャネイロオリンピック代表に選出された。選考にあたって女子代表監督の南條充寿及びコーチ陣は今回の直接対決で山部が一本勝ちしたのは大きかったとして満場一致で山部を代表に推薦した。一方で3名の強化委員から、他の階級は国際大会での実績が代表選出に当たって重要な決め手となったのに、この階級だけは最近の国際大会での実績(去年の世界選手権で田知本は2位、山部は3位、今年のグランドスラムパリで田知本は優勝、山部は初戦敗退)でリードする田知本を選出しないのは2重基準ではないかとの疑問も投げかけられた。それに対して、2014年以降では両者とも国際大会でそれぞれ4度優勝しており差がないと指摘する強化委員もいた。だが、男子の代表選考の場合とは異なり国際大会における具体的な勝率や世界の強豪との対戦成績は今回考慮されておらず、「山部ありきの選考」と批判する強化委員もいた。なお、南條監督は田知本のケガは選考と直接関係ないとしているが、強化委員長の山下泰裕による「重量級の選手が膝をけがすれば時間がかかる。思い切り戦える選手を出すべきではないか」という提言で選考の流れが変わり、強化委員による多数決の採決にまでは至らずに代表が決定されることになったという。
5月にはグランドスラム・バクーに出場して決勝まで進むと、準決勝で背中を負傷した于頌が棄権したために不戦勝で優勝を飾った。続いて世界ランク上位選手が集まるワールドマスターズに出場するが、準決勝で馬思思に反則負けを喫して3位にとどまった。8月のリオデジャネイロオリンピックでは初戦となる2回戦でリトアニアのサンタ・パケニテに指導1を先取されるも大外刈で逆転勝ちすると、準々決勝ではオランダのテッシー・サベルコウルスに指導1を先取された後に有効で逆転すると払腰で一本勝ちした。準決勝ではキューバのオルティスと対戦し指導1を先取されてから指導1を取り返すも直後に有効を取られて敗れるが、3位決定戦ではトルコのカイラ・サイトを大外刈の技ありで破って銅メダルを獲得した。9月にはその功績から和歌山県スポーツ顕彰が贈られた。さらには道民栄誉賞を受賞した。12月にはグランドスラム・東京に出場するも、準決勝で朝比奈に袈裟固で敗れて3位だった。
2017年2月のグランドスラム・パリでは決勝で朝比奈に反則負けを喫して2位だった。4月の体重別では準決勝で南筑高校2年の素根輝に技ありで敗れて3位だった。続く全日本選手権では3回戦で三井住友海上の78kg級の選手である高山莉加にGSに入ってから指導2を取られて敗れた。
東京オリンピックを目指すための復帰戦となった2018年8月の実業個人選手権では、準々決勝で田知本に反則勝ちするなどして決勝まで進むが、コマツの冨田若春に技ありで敗れて2位だった。11月の講道館杯では準々決勝で環太平洋大学4年の井上あかりに反則負けを喫するも、その後の敗者復活戦を勝ち上がって3位になった。
2019年4月の全日本選手権では準々決勝で環太平洋大学1年の素根にGSに入ってから有効で敗れた。9月の実業個人選手権では決勝でコマツの橋本朱未に反則負けして2位だった。11月の講道館杯では決勝でコマツの冨田若春に反則負けして2位だった。
2020年10月の講道館杯では準々決勝で冨田に敗れるなどして5位にとどまった。11月には現役引退を表明した。この際に「ここまでやり切ることができて悔いはない。すごくすっきりしている」と語った。
2022年には千葉県の我孫子市役所の職員となった。

## 戦績
- 2005年 - 全国中学校柔道大会 2位(70kg級)
- 2007年 - インターハイ 3位
- 2008年 - 全日本ジュニア 優勝
- 2009年 - ベルギー国際柔道大会 3位
- 2009年 - フランスジュニア国際 2位
- 2009年 - 全日本学生柔道優勝大会 3位
- 2009年 - ユニバーシアード 個人戦 無差別 2位 団体戦 優勝
- 2009年 - アジア格闘技大会 優勝
- 2009年 - 全日本ジュニア 優勝
- 2009年 - 世界ジュニア 3位
- 2009年 - 講道館杯 5位
- 2010年 - ワールドカップ・ソフィア 3位
- 2010年 - 選抜体重別 3位
- 2010年 - グランプリ・チュニス 5位
- 2010年 - 全日本学生柔道優勝大会 優勝
- 2010年 - 学生団体体重別 3位
- 2010年 - 全日本学生柔道体重別団体優勝大会 3位
- 2010年 - 講道館杯 優勝
- 2010年 - ワールドカップ・スウォン 2位
- 2010年 - グランドスラム・東京 3位
- 2011年 - ワールドカップ・ソフィア 3位
- 2011年 - 全日本選手権 3位
- 2011年 - 学生体重別 優勝
- 2010年 - 全日本学生柔道体重別団体優勝大会 5位
- 2011年 - 講道館杯 2位
- 2012年 - 全日本選手権　優勝
- 2012年 - 選抜体重別 2位
- 2012年 - 全日本学生柔道優勝大会 2位
- 2012年 - ワールドカップ・ウランバートル 2位
- 2012年 - 学生体重別 優勝
- 2012年 - 学生団体体重別 2位
- 2012年 - 講道館杯 3位
- 2013年 - ヨーロッパオープン・オーバーヴァルト 優勝
- 2013年 - グランプリ・デュッセルドルフ 3位
- 2013年 - 全日本選手権　3位
- 2013年 - 選抜体重別 2位
- 2013年 - グランドスラム・モスクワ 2位
- 2013年 - 実業柔道選手権 優勝
- 2013年 - 東アジア大会　2位
- 2013年 - 講道館杯　3位
- 2013年 - グランドスラム・東京 2位
- 2014年 -　グランドスラム・パリ　優勝
- 2014年 - ヨーロッパオープン・ローマ　優勝
- 2014年 - 選抜体重別 優勝
- 2014年 - 全日本選手権　優勝
- 2014年 - グランドスラム・チュメニ 優勝
- 2014年 - 世界団体　3位
- 2014年 - グランドスラム・東京 5位
- 2015年 - グランプリ・デュッセルドルフ　優勝
- 2015年 - 選抜体重別　3位
- 2015年 - 全日本選手権　2位
- 2015年 - ワールドマスターズ　2位
- 2015年 - 世界選手権　3位
- 2015年 - 世界団体　優勝
- 2015年 -　国体成年女子の部　3位
- 2015年 -　グランドスラム・東京　7位
- 2016年 - 選抜体重別 優勝
- 2016年 - 全日本選手権　優勝
- 2016年 - グランドスラム・バクー 優勝
- 2016年 -　ワールドマスターズ　3位
- 2016年 - リオデジャネイロオリンピック 3位[58]
- 2016年 -　グランドスラム・東京　3位
- 2017年 -　グランドスラム・パリ　2位
- 2017年 - 選抜体重別 3位
- 2018年 - 実業個人選手権　2位
- 2018年 -　講道館杯　3位
- 2019年 - 全日本選手権　5位
- 2019年 -　実業個人選手権　2位
- 2019年 -　講道館杯　2位
- 2020年 -　講道館杯　5位

(出典、JudoInside.com)。

## 有力選手との対戦成績
| 国籍               | 選手名               | 内容   |
| ------------------ | -------------------- | ------ |
| 日本の旗           | 田知本愛             | 8勝5敗 |
| 中華人民共和国の旗 | 于頌                 | 1勝3敗 |
| 中華人民共和国の旗 | 馬思思               | 1勝1敗 |
| キューバの旗       | イダリス・オルティス | 2勝2敗 |
| ブラジルの旗       | マリア・アルテマン   | 2勝2敗 |
| フランスの旗       | エミリ・アンデオル   | 3勝3敗 |
| スロベニアの旗     | ルツィヤ・ポラウデル | 4勝1敗 |

(参考資料：ベースボールマガジン社発行の近代柔道バックナンバー、JudoInside.com等)。